# Hal Leonard Corporation
Hal Leonard Corporation est une société d'édition musicale américaine fondée en 1947 à Winona dans le Minnesota par Harold Hal Edstrom et son frère, Everett Leonard Edstrom, en partenariat avec leur collègue et ami musicien, Roger Busdicker. Le siège social en est actuellement basé à Milwaukee dans le Wisconsin. Il s'agit du plus grand éditeur de partitions musicales au monde.

## Historique
La société édite des partitions musicales, des recueils de chanson avec CD, des arrangements vocaux et instrumentaux, des DVD à vocation pédagogique, des vidéos CD-ROM, des CD d'accompagnements vocaux ou instrumentaux basés sur le procédé Showtrax ainsi que des logiciels de notation musicale.
En 2006, Hal Leonard acquiert Backbeat Books qui se trouve être à l'origine de la base de métadonnées AllMusic consacrée à la musique.
En 2014, Hal Leonard devient propriétaire de Noteflight, un service de notation musicale en ligne qui prévaut sur fond de partage interactif de partitions via Internet.
En 2023, Hal Leonard est racheté par Muse Group.

## Filiales
- Amadeus Press
- Backbeat Books
- Limelight Editions
- Applause Theatre and Cinema Books